# Glavaca
Glavaca (en serbe cyrillique : Главаца) est un village du nord-est du Monténégro, dans la municipalité de Berane.

## Démographie

### Évolution historique de la population
| 1948 | 1953 | 1961 | 1971 | 1981 | 1991 | 2003 |
| ---- | ---- | ---- | ---- | ---- | ---- | ---- |
| 305  | 313  | 298  | 255  | 203  | 146  | 126  |